# Pont (Côte-d’Or)
Pont – miejscowość i gmina we Francji, w regionie Burgundia-Franche-Comté, w departamencie Côte-d’Or.
Według danych na rok 1990 gminę zamieszkiwały 83 osoby, a gęstość zaludnienia wynosiła 24 osoby/km² (wśród 2044 gmin Burgundii Pont plasuje się na 827. miejscu pod względem liczby ludności, natomiast pod względem powierzchni na miejscu 1313.).